# 1338
1338. је била проста година.

## Догађаји

### Јануар
- 3. јануар—  Након смрти архиепископа Данила II (1324—1337) изабран је Јоаникије II за архиепископа српског од стране црквеног сабора.

## Рођења
- 21. јануар — Карло V Мудри, француски краљ

### Децембар
- Википедија:Непознат датум — рођен Твртко Котроманић, српски владар Босне

## Смрти
- Данило II (архиепископ српски)